# Transylvánská vysočina
Transylvánská vysočina (rumunsky Podișul Transilvaniei, maďarsky Erdélyi-medence) je geomorfologická provincie v centrálním Rumunsku. Vysočina leží uvnitř historického regionu Sedmihradsko (Transylvánie) a je téměř zcela obklopena Vnitřními Východními, Jižními a Rumunskými Západními Karpaty. Její hlavní část tvoří Transylvánská plošina, na jihu a jihozápadě je lemována Transylvánskými sníženinami. Z geologického hlediska je vysočina tvořena usazeninami (pískovce, jílovce, případně vápence). Průměrná výška vrchů se pohybuje od 500 do 600 m n. m.
Člení se na tyto geomorfologické subprovincie a oblasti:
- Transylvánská plošina (Podișul Transilvaniei)
  - Podișul Someșan
  - Câmpia Transilvaniei
  - Podișul Târnavelor včetně Podișul Hârtibaciului a Podișul Secașelor
- Transylvánské sníženiny (Depresiunea Transilvaniei)
  - Depresiunea Mureș-Turda
  - Depresiunea Sibiului
  - Depresiunea Făgărașului

Klima Transylvánské vysočiny lze charakterizovat jako kontinentální. Teploty se pohybují ve velkém rozmezí od vysokých letních teplot po velmi nízké zimní.